# Elvire De Greef
Elvire De Greef, Elvire Ghislaine Berlaimont de son nom de jeune fille, Tante go, auntie Go (en anglais) dans la résistance, née à Ixelles, le 29 juin 1897 et décédée le 20 août 1991 à Bruxelles, est une résistante belge de la Seconde Guerre mondiale, responsable du secteur-Sud du Réseau Comète et principale coordinatrice de la traversée des Pyrénées d'août 1941 à juillet 1944. Depuis sa maison d'Anglet, elle dirige les actions de la ligne Comète au Pays basque pour exfiltrer les personnes de la Belgique occupée à travers la France vers l'Espagne, en particulier les aviateurs alliés dont les avions ont été abattus par l'Allemagne nazie. Elle est considérée par certains historiens comme la personnalité la plus importante de la Ligne Comète, après sa fondatrice Andrée De Jonghe.

## Éléments biographiques

### Jeunes années
Elvire Ghislaine Berlaimont est née à Ixelles le 29 juin 1897. Elle travaille au journal L'Indépendance belge.
Le 7 octobre 1922, elle épouse à Ixelles, Fernand De Greef (1902-1961) un homme d'affaires et linguiste. Le couple a deux enfants, Frédéric (1923-1961) et Janine (1925-2020). Lorsque l'armée allemande occupe la Belgique en mai 1940, la famille De Greef se joint à l'exode et tente de rallier l'Angleterre en traversant les Pyrénées. Elle s'installe finalement dans une ferme abandonnée, la villa Voisin, à dix-huit kilomètres de la frontière espagnole, au 12 de l'allée du Marquis Casa Argudin, à Anglet. 
Fernand De Greef devient interprète à la mairie pour les contacts avec l'occupant. Il dirige ensuite le « Bureau de troupes d'occupation », une section de la mairie chargée de gérer les réquisitions et les revendications des Allemands au niveau local. Une place de choix pour être informé des actions menées par les allemands en vue de les communiquer ensuite à la résistance ainsi que pour voler et falsifier des documents, des cachets et des cartes d'identité,,.

### La ligne Comète

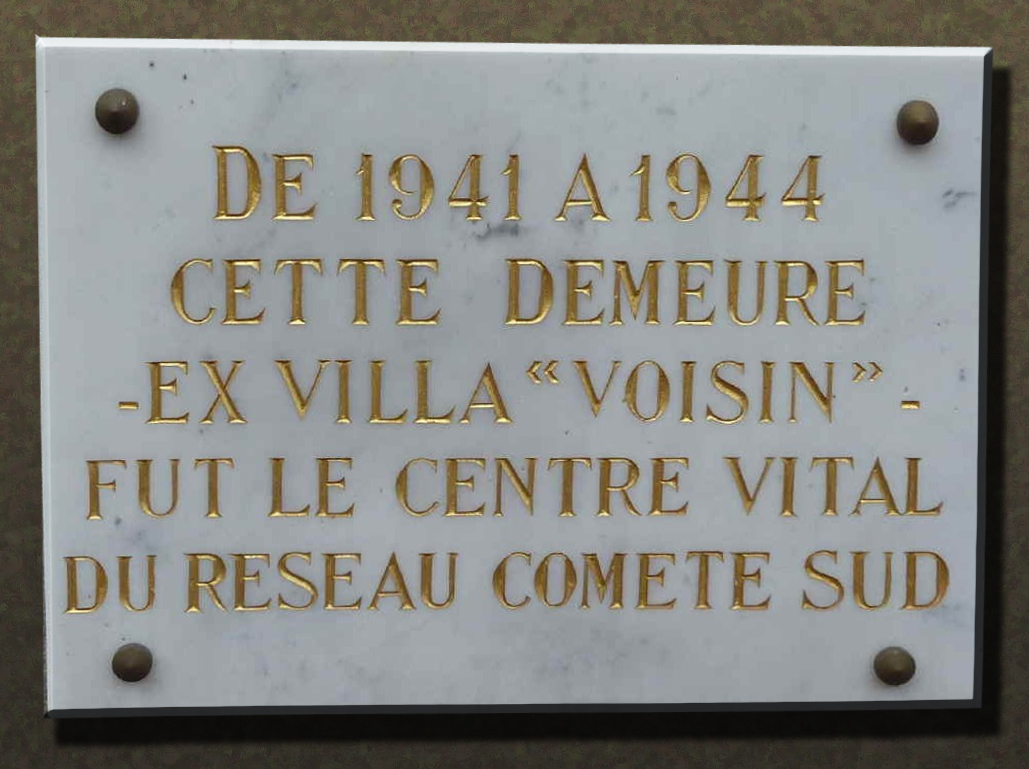
Plaque commémorative sur la Villa Voisin à Anglet (démolie en 2015 et reconstruite).

Vers le mois de mai 1941, Elvire De Greef est à Bruxelles pour créer une couverture parfaite pour Albert Edward Johnson(« Bee ») qui vit avec eux à Anglet. Elle rencontre à la Société générale de Belgique où il est cadre, Jean Apper, ex-officier de l'armée belge ayant des contacts avec Londres. Elle lui explique que sa famille souhaitait rallier Londres via l'Espagne mais que finalement, ils s'étaient installés à Anglet. Jean Apper lui demande si sa famille accepterait d'être un point de chute pour ceux qui tenteraient de traverser la France pour rejoindre l'Angleterre. Elle accepte volontiers, ceux qui auront besoin d'aide n'auront qu'à se présenter en disant « Gogo est mort ».
En juin 1941, Elvire De Greef rencontre Arnold Deppé qui effectue un voyage exploratoire en vue de créer une route d'évasion de la Belgique vers l'Espagne, la Ligne Comète. Elvire De Greef devient la cheffe de la section sud de cette Ligne Comète. C'est à ce moment-là qu'elle devient « Tante Go » et son mari « Oncle Dick ». Elle est aussi est impliquée dans le marché noir et la contrebande, activité qui la met en contact avec des membres de l'occupation et lui offre une couverture pour ses déplacements. 
Elle est assistée des trois membres de sa famille, (son fils Freddy sert de guide et falsifie les documents d'identité, sa fille Janine est, à 16 ans, la plus jeune courrière et guide de la ligne Comète), d'une douzaine d'autres personnes vivant dans les villes et villages voisins ainsi que d'un certain nombre de sympathisants et de plusieurs guides basques payés pour conduire des évadés par les montagnes vers l'Espagne. Du côté espagnol, des personnes accueillent les évadés et aident à leur voyage vers Saint-Sébastien et le consulat britannique de Bilbao. Kattalin Aguirre est une des aides les plus importantes. Avec sa fille de 14 ans, Joséphine Aguirre (« Fifine »), elle fournit un refuge aux aviateurs après leur descente du train à Saint-Jean-de-Luz et les met en route vers la frontière espagnole. L'hôtel Euskalduna où elle travaille sert de lieu de rencontre pour les passeurs, contrebandiers connaissant bien la montagne pour la plupart, et les assistants de la ligne Comète,,.
Habituellement les aviateurs ou autres fugitifs voyagent en train depuis Bruxelles ou Paris avec une escorte, souvent Andrée de Jongh, jusqu'à Bayonne ou Saint-Jean-de-Luz. Ils y sont accueillis dans une maison sûre - durant la première année, c'est souvent la maison des de Greef, ensuite un réseau de refuges se met en place - où ils attendent des conditions favorables pour la marche vers l'Espagne au-delà des Pyrénées. Ils sont alors escortés à vélo jusqu'à la frontière, à Urrugne. Depuis Urrugne, un guide basque, souvent un contrebandier, les accompagne dans une randonnée nocturne de 25 km jusqu'à Oiartzun, près de Saint-Sébastien. De là, des diplomates britanniques les conduisent à Madrid, puis à Gibraltar d'où ils sont transférés par avion ou par bateau au Royaume-Uni,,.
Peu après l'arrestation d'Andrée De Jongh, le 15 janvier 1943, Elvire De Greef est arrêtée à son tour. Grâce au silence d'Andrée et à sa propre présence d'esprit, elle parvient à faire croire que sa famille s'occupe de marché noir plutôt que de résistance. Certains Allemands tirent eux-mêmes profit de ce commerce, et, d'après certaines sources, elle aurait menacé de les dénoncer. Elle est libérée,,,,. 
En raison du danger grandissant, Elvire et Fernand De Greef escortent leurs enfants en Espagne en juin 1944, d'où ils partent seuls en Grande-Bretagne. Ils retrouveront leurs parents à Bruxelles après la guerre. Elvire de Greef retourne en France.
Le 30 juin 1944, le guide basque Florentino Goikoetxea est blessé par balle, un mois après le débarquement de Normandie, tandis qu'il traversait la Bidassoa. 26 juillet 1944, Elvire De Greef lui rend visite à l'hôpital, suivie un peu plus tard par des résistants déguisés en agents de la Gestapo qui font irruption dans la salle pour emmener « leur » prisonnier... et le mettre en lieu sûr. 
Près de 1000 personnes (dont des centaines d'aviateurs Alliés) passent par le Réseau Comète avant de traverser les Pyrénées et de gagner l'Espagne (ou d'être passées à d'autres filières, avoir été arrêtés ou être restées en France ou en Belgique jusqu'à la Libération) entre août 1941 et juillet 1944. Elvire de Greef s'occupe des finances et gère durant cette période dix-sept millions de Francs français de l'époque. 
Les historiens John Nichol et Tony Rennel la considèrent comme la personnalité la plus importante de la Ligne Comète, après sa fondatrice Andrée De Jongh.
Elvire De Greef décède le 20 août 1991, à Bruxelles.

## Reconnaissances
- Elle est homologuée Forces françaises combattantes[17]
- Médaille de George[12]
- Depuis 2021, un square d'Anglet porte le nom de Square famille De Greef en hommage à l'engagement de tous les membres de cette famille[18].